# Mogoșoaia (település)
Mogoșoaia község és falu Ilfov megyében, Munténiában, Romániában.

## Fekvése
A megye nyugati részén található, a megyeszékhelytől, Bukarest központjától, tizenhét kilométerre északnyugatra, a Colentina folyó jobb partján, a Chitila és Mogoșoaia tavak közelében.

## Története
A 19. század végén, a település Bucoveni községhez tartozott, Ilfov megye Snagov járásán belül. Lakossága ekkor 647 fő volt. A faluban ekkor már volt egy iskola és egy templom (a Mogoșoaia palotához tartozó Szent György templom).
1925-ös évkönyv szerint Bucoveni község a Buftea-Bucoveni járás központja volt.
1950-ben közigazgatási átszervezés alapján, Mogoșoaia a Grivița Roșie rajonhoz került, melynek a központja is lett. 
1968-ban kapott községi rangot és Bukarest közvetlen irányítása alá került, mint annak egyik peremtelepülése. 
1981-től az Ilfovi Mezőgazdasági Szektor része lett, egészen 1998-ig, amikor ismét létrehozták Ilfov megyét.

## Lakossága
| Nemzetiségek        | 2002 | 2002   |
| ------------------- | ---- | ------ |
| Románok             | 4977 | 95,12% |
| Romák               | 244  | 4,66%  |
| Magyarok            | 3    | 0,05%  |
| Németek             | 3    | 0,05%  |
| Ukránok             | 1    | 0,01%  |
| Olaszok             | 1    | 0,01%  |
| Egyéb nemzetiségűek | 3    | 0,05%  |
| Összesen            | 5232 | 100,0% |

## Látnivalók
- A Mogoșoaia palota - 1702-ben Constantin Brâncoveanu építtette. A épületegyütteshez tartozik a Szent György templom is.
- Első világháborús katonai emlékmű